# RT-21 템프 2S

RT-21 템프 2S는 소련 최초의 이동식 ICBM이다. 나토명은 SS-16 시너이다.

## 역사
알렉산드르 나디라제가 혁신적인 개념과 설계를 하였다. RT-21M 파이오니어(RSD-10 파이오니어, SS-20 세이버)와 그 후속 이동식 ICBM은 SS-16을 바탕으로 하여 개발되었다. 러시아 이동식 ICBM은 RT-2PM 토폴(SS-25)이 유명한데, 토폴도 역시 알렉산드르 나디라제가 만든 것이다.
미사일 사용수명은 5년, 발사준비시간은 40분이 걸렸다.

## 비교
| 비교     | 템프         | 파이오니어   | 토폴         | 토폴-M       | 토폴-MR      | 미닛맨       |
| 길이     | 18.5 m       | 16.5 m       | 29.5 m       | 22.7 m       | 23 m         | 18.2 m       |
| 직경     | 1.79 m       | 1.8 m        | 1.8 m        | 1.9 m        | 2.0 m        | 1.7 m        |
| 무게     | 43 톤        | 37.1 톤      | 45.1 톤      | 47.2 톤      | 49 톤        | 35.3 톤      |
| 단수     | 3단 고체연료 | 2단 고체연료 | 3단 고체연료 | 3단 고체연료 | 3단 고체연료 | 3단 고체연료 |
| 사거리   | 10,500 km    | 5,500 km     | 10,500 km    | 11,000 km    | 12,000 km    | 13,000 km    |
| 핵탄두   | 1x 1.5 Mt    | 3x 150 kt    | 1x 800 kt    | 1x 1 Mt      | 3x 500 kt    | 3x 500 kt    |
| 실전배치 | 1976년       | 1976년       | 1985년       | 1997년       | 2010년       | 2005년       |

미국 유일의 지상발사 ICBM인 LGM-30 미닛맨은 최신 버전이 2005년 실전배치고, 최초 버전은 1962년에 실전배치되었다. 러시아 최신 토폴-MR(야르스)은 미국 미닛맨과 핵탄두가 같은데, 로켓 무게가 14톤이나 더 무겁다. 미사일 방어망 회피 기능이 추가되었다.

## 같이 보기
- 전략 로켓군
- RT-2PM 토폴
- RT-2PM2 토폴-M
- RS-24 야르스
- RS-26 루베즈
- RS-28 사르마트
- R-36
- UR-100N
- SS-22